# Ana de Borgoña
Ana de Borgoña (en francés: Anne de Bourgogne, 1404 - 14 de noviembre de 1432). era hija de Juan I de Borgoña, duque de Borgoña (1404-1419) y su esposa Margarita de Baviera.

## Matrimonio
En junio de 1423 en Troyes, Ana se casó con Juan de Lancaster, primer Duque de Bedford, hijo de Enrique IV de Inglaterra, por el Tratado de Amiens en 1423. El matrimonio estaba destinado a cimentar las relaciones entre Inglaterra y el hermano de Ana, Felipe el Bueno, duque de Borgoña. Esta alianza fue vital para el continuo éxito inglés en tierras francesas, porque en 1422 Juan había sido nombrado regente de Francia en lugar de su sobrino, el joven Enrique VI de Inglaterra. El antagonismo de Borgoña con la casa real Valois (lo que provocó la Guerra Civil Armagnac-borgoñona) había sido uno de los factores principales en las pérdidas que enfrentaron los franceses a manos de los ingleses.

## Muerte y legado
Juan y Ana estaban felizmente casados, a pesar de no tener hijos. En 1432, Ana murió de la peste en el Hôtel d'Orleans en París y fue enterrada allí en la iglesia de los Celestinos. Su tumba fue diseñada por Guillaume Vluten y, de acuerdo a un historiador, se encuentra entre las efigies parisinas más importantes de la primera mitad del siglo XV. En la actualidad, sólo la estatua ha sobrevivido, y se puede encontrar en el Museo de Cluny.
La muerte de Ana significó el comienzo de una de las dos tendencias desastrosas en la historia de Lancaster. Al año siguiente, Juan se volvió a casar con Jacquetta de Luxemburgo, pero se enfrentó a la oposición, por diversos motivos políticos, a esta decisión del hermano de Ana, el duque de Borgoña. A partir de entonces, las relaciones entre los dos se enfriaron, que culminó en 1435 con las negociaciones de paz entre Borgoña y Carlos VII, el exiliado rey de Francia. Más tarde ese año, una carta fue enviada a Enrique VI, rompiendo formalmente su alianza.

## Galería

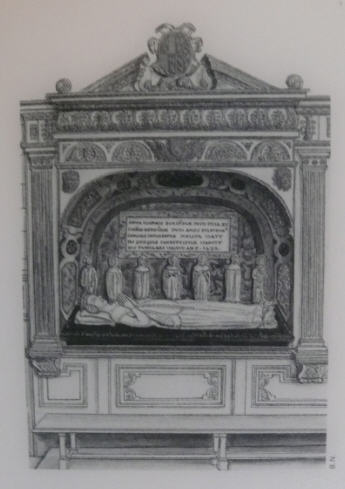
Tumba de Ana de Borgoña en el Convento de los Celestinos de París, dibujo de François Roger de Gaignières.
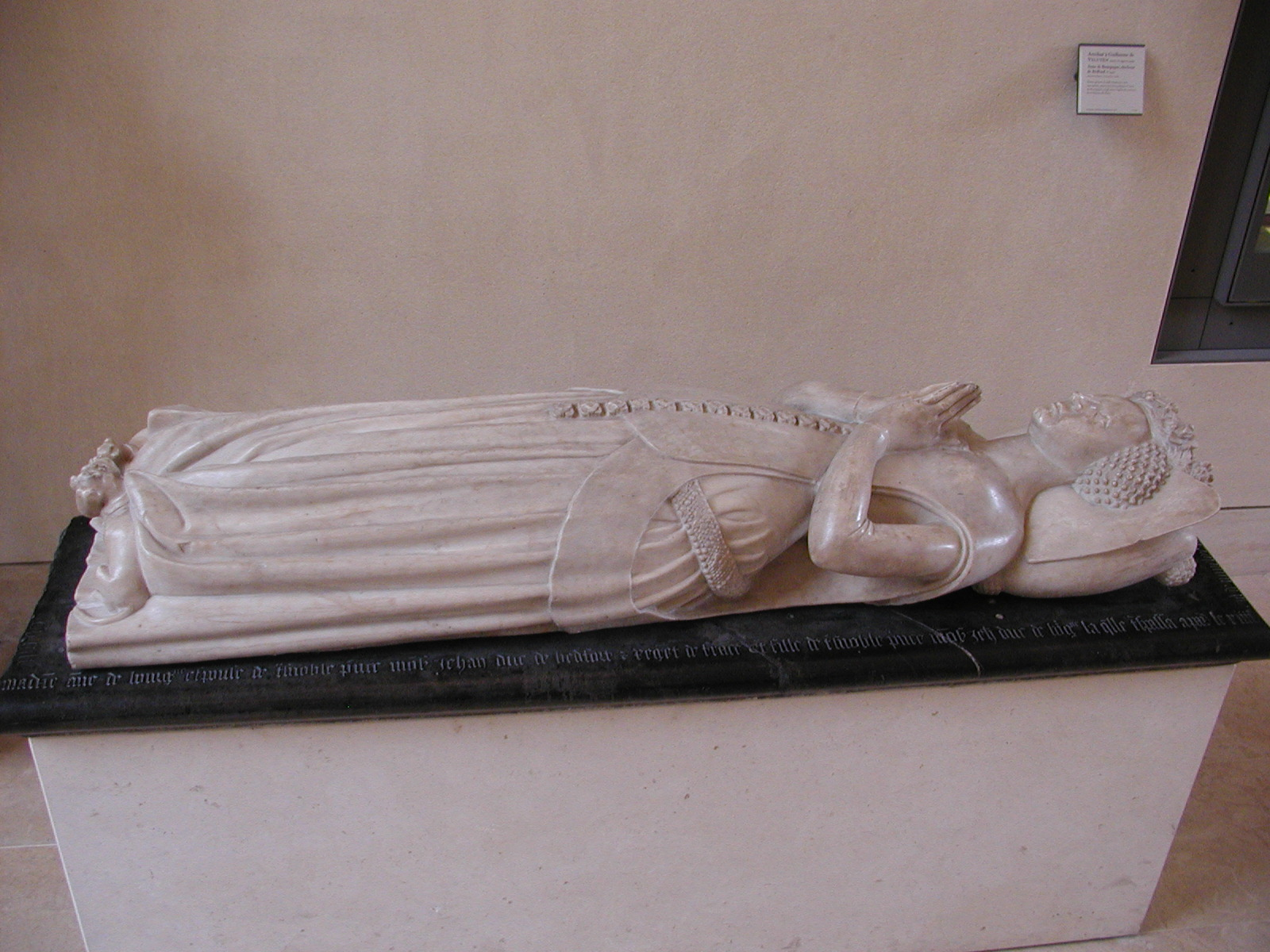
Tumba de Ana de Borgoña, París, Museo del Louvre.